# Lucian Răduță
Lucian Răduță (Bucarest, 16 agosto 1988) è un ex calciatore rumeno, di ruolo attaccante.

## Carriera

### Club
Cresce nelle giovanili del Rapid per poi esordire in prima squadra nella Liga I il 26 maggio 2007 nella partita contro il National Bucarest.
L'anno successivo non viene mai utilizzato in prima squadra dove rientra nella stagione 2008-2009 collezionando 12 presenze e un gol.
Nella stagione 2009-2010 entra stabilmente tra i titolari dell'allenatore Manea. Al termine della stagione colleziona quindi 22 presenze e 5 gol.

### Nazionale
Vanta 6 presenze e un gol con la Romania under 21.

## Palmarès
- Supercoppa di Romania: 1

Rapid Bucarest: 2007